# Brian Adams (worstelaar)
Brian Keith Adams (Kailua (Hawaï), 31 januari 1963 - Tampa (Florida), 13 augustus 2007) was een Amerikaans professioneel worstelaar die vooral bekend was van zijn tijd bij World Wrestling Federation als Crush, van 1990 tot 1991 en van 1992 tot 1997, en World Championship Wrestling als Brian Adams, van 1998 tot 2001.
Tijdens zijn periode in de WWF was hij lid bij verscheidene tag teams zoals Demolition, Nation of Domination, Disciples of Apocalypse en KroniK.

## In het worstelen
- Finishers
  - Chokeslam (WCW)
  - Kona Crush (WWF; 1992–1994)
  - Heart punch (WWF; 1994–1997)

- Als Crush
  - Afwerking bewegingen
    - Demolition Decapitation (Backbreaker hold / Diving elbow drop combinatie) - met Ax or Smash

- Als Brian Adams
  - Afwerkende bewegingen
    - High Times (Double chokeslam) - met Bryan Clark
    - Total Meltdown (Powerbomb (Clark) / Diving clothesline (Adams) combination) - met Bryan Clark

- Kenmerkende bewegingen
  - Backbreaker
  - Bearhug
  - Bow and arrow hold
  - Cuts Like a Knife
  - Dropkick
  - Fireman's carry DDT
  - Flying shoulder block
  - Headbutt
  - Inverted atomic drop
  - Meerdere military press variaties
    - Drop
    - Gutbuster
    - Slam

  - Meerdere suplex variaties
    - Delayed
    - Super
    - Ura-nage
    - Vertical

  - Piledriver
  - Shoulderbreaker
  - Sleeper hold
  - Superkick
  - Tour of the Islands

- Managers
  - Paul Ellering
  - Mr. Fuji
  - Clarence Mason
  - Steven Richards
  - Vincent

- Bijnamen
  - "Big" Bryan Adams (PNW)
  - "B.A." Brian Adams

## Prestaties
- All Japan Pro Wrestling
  - AJPW Unified World Tag Team Championship (1 keer met Bryan Clark)

- Pacific Northwest Wrestling
  - NWA Pacific Northwest Heavyweight Championship (2 keer)
  - NWA Pacific Northwest Tag Team Championship (2 keer: The Grappler (1x) en Steve Doll (1x))

- World Championship Wrestling
  - WCW World Tag Team Championship (2 keer: met Bryan Clark)

- World Wrestling Federation
  - WWF World Tag Team Championship (1 keer: met Smash en Ax)

- Wrestling Observer Newsletter awards
  - Worst Worked Match of the Year (2001) met Bryan Clark vs. The Undertaker & Kane op Unforgiven 2001
  - Worst Feud of the Year (1997) vs. Los Boricuas
  - Worst Tag Team (2000, 2001) met Bryan Clark